# Trash Detective
Trash Detective ist ein deutscher Spielfilm von Regisseur Maximilian Buck. Seine Premiere feierte er bei den 49. Internationalen Hofer Filmtage, wo er mit dem Bild-Kunst Förderpreis ausgezeichnet wurde. Am 18. Februar 2016 startete der Film in den deutschen Kinos.

## Handlung
Matringen, ein verschlafenes Städtchen im Schwäbischen. Hier ist Uwe Krollhass – Quartalssäufer, Außenseiter, Schrottbastler – bekannt wie ein bunter Hund, wenn auch nicht sehr beliebt: Mit seiner ruppigen Art geht er allen auf die Nerven. Keiner glaubt dem Schwätzer ein Wort, auch nicht, als Uwe davon überzeugt ist, einen Mord an Susi Berger, die so gerne Miss Süddeutschland werden wollte, beobachtet zu haben. Die schöne Susi bleibt jedenfalls nach einem Fest verschwunden. Und weil Uwe zur mutmaßlichen Tatzeit völlig betrunken war, gerät er selbst in Verdacht. Ob Freund, Vater oder allen voran die hartnäckige Kommissarin Gabi Stolze – jeder will von ihm wissen, wo Susi ist. Oder wenigstens ihre Leiche.
Mit seinem Verdacht alleingelassen, stellt Uwe auf eigene Faust Ermittlungen an und dringt immer tiefer in die dunklen Wahrheiten ein, die unter der Kleinstadtidylle Matringens vergraben liegen.

## Auszeichnungen
- Bild-Kunst Förderpreis für das beste Kostümbild bei den 49. Internationalen Hofer Filmtagen
- Produzentenpreis beim 45. Internationalen Sehsüchte Film Festival in Potsdam[4]
- Preis für den besten Filmtitel und nominiert für den Filmpreis der Stadt Lünen beim 26. Kinofest Lünen[5]
- Nominiert für den First Steps Award 2016 in den Kategorien „Abendfüllender Film“ und „Michael Ballhaus Preis für Kameraabsolventen“[6]
- Nominiert für den Studio Hamburg Nachwuchspreis 2016 in der Kategorie „Beste Produktion“[7]